# Брамея Уоллиха
Брамея Уоллиха (лат. Brahmaea wallichii) — вид ночных бабочек из семейства Брамеи.
Синонимы: Brahmaea conchifera, Bombyx wallichii, Brahmophthalma wallichii.
Видовое название дано в честь известного хирурга и ботаника первой половины XIX века — Натаниэла Валлиха (Уоллиха).

## Описание
Крупная бабочка с размахом крыльев до 16 см. Самка крупнее самца. Один из самых крупных представителей семейства. На переднем крыле находится крупное овальное светлое пятно с тёмными пятнышками внутри. Рисунок на крыльях отчасти асимметричен. Детали узоры левой и правой пар крыльев частично не совпадают.

## Ареал
Северная Индия, Непал, Бирма, Китай, Тайвань, Япония.

## Размножение
Гусеница жёлто-белого цвета, с чёрными пятнами, достигает 10 см в длину. На груди и конце брюшка имеются длинные тонкие спиралевидные выросты, которые исчезают после четвёртой линьки. Кормовые растения — род Ясень, в искусственных условиях выкармливаются листьями сирени, бирючины. Окукливание в почве или на её поверхности. В северных районах ареала зимует куколка.